# Nunda (villa)
Nunda es una villa ubicada en el condado de Livingston en el estado estadounidense de Nueva York. En el año 2000 tenía una población de 1,330 habitantes y una densidad poblacional de 521.2 personas por km².

## Geografía
Nunda se encuentra ubicada en las coordenadas 42°34′50″N 77°56′18″O / 42.58056, -77.93833.

## Demografía
Según la Oficina del Censo en 2000 los ingresos medios por hogar en la localidad eran de $39,125, y los ingresos medios por familia eran $47,368. Los hombres tenían unos ingresos medios de $32,404 frente a los $26,250 para las mujeres. La renta per cápita para la localidad era de $18,960. Alrededor del 10.4% de la población estaban por debajo del umbral de pobreza.